# Cavaleiros do Forró
Cavaleiros do Forró é uma banda brasileira de forró eletrônico, formada em 2001 na cidade de Natal (estado de Rio Grande do Norte). Atualmente, tem como vocalistas Jailson Santos, Ramon Costa, Neto Araújo, Ana Gouveia e Wylley Gomes.

## Informações gerais
A banda já vendeu mais de 2,5 milhões de álbuns.
Dentre os grandes sucessos do grupo estão: "Se Rei Pra Lá", "Alô", "Mar de Doçura", "A Vontade que Eu Tenho", "Mulher Eletricista", "Frete", "Avisa a Ela", "Senta Que é de Menta", "Cadê Você", "Minha Rainha", "É Gaia", "Não Pegue Esse Avião" e “Se Réi Pra Lá”.

## História

### 2001-2005: O Ínicio e sucesso

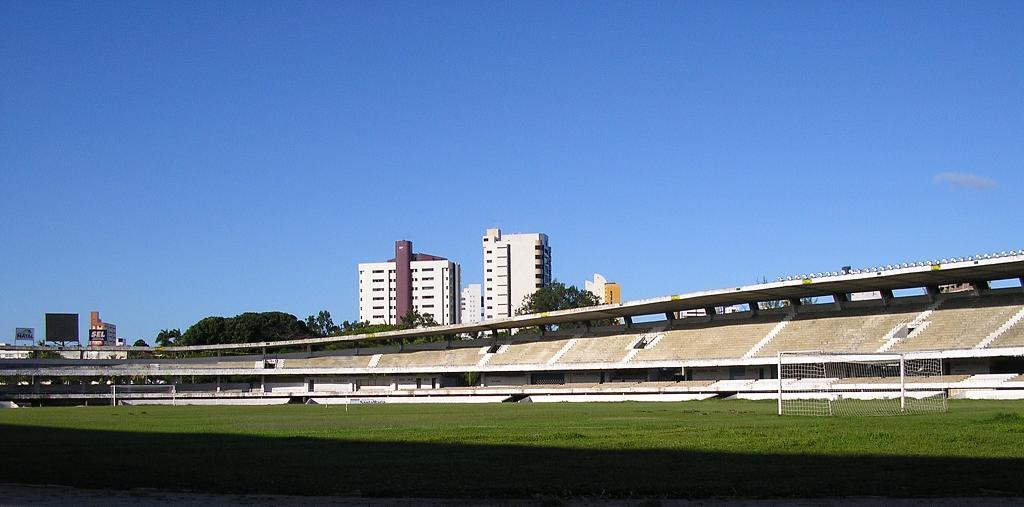
Em 2004, a banda lança seu primeiro DVD ao vivo, gravado no Estádio Machadão.

O grupo foi fundado em 2001, pelo empresário Alex Padang, em Natal, Rio Grande do Norte. Para a gravação do primeiro disco foram contratados Roberto e Solange Almeida como cantores temporários, além de Inácio Alexandre como vocalista definitivo. No mesmo ano já lançaram o primeiro álbum, que trouxe o hit Se Réi Pra Lá. Em 2002, foi lançado o segundo cd da banda "O Karatê, Volume 2", com Henrique Alexandre liderando a banda. Após uma intensa saída e entrada de cantores, entram os cantores definitivos Jailson Santos e Eliza Clívia em 2003, formando um trio com Inácio e gravando o Volume 3, que contém a música "Alô", grande sucesso romântico da banda. Porém, em maio de 2004, ocorreu um acidente com o ônibus da banda, onde Inácio Alexandre e o guitarrista Edvan Paulo faleceram. Para substituir Inácio, chegaram Neto Araújo e Arantes Rodrigues. Em pouco tempo, Arantes deixou o grupo e foi substituído por Ramon Costa. Esta formação gravou o CD "volume 4", um dos mais vendidos da banda, que contém sucessos como "Mar de Doçura", "A Vontade Que Eu Tenho e "Ciúmes". Em novembro, a banda gravou o seu primeiro DVD, no Estádio Machadão, em Natal. Nesta época, a banda se consolidou entre os grandes nomes do forró no país. Em 2005, Neto Araújo foi demitido e substituído por Bell Oliver.

### 2006-2008: O Auge e saída de Bell Oliver
Em 2005, após a entrada de Bell, veio o CD volume 5, o de maior sucesso da banda, juntamente com o volume 4. O álbum trouxe hits como "Minha Rainha" e "Cadê Você".
No ínicio de 2006, a banda gravou o segundo DVD na Praia de Tambaú, em João Pessoa, com um público estimado em 200 mil pessoas, sendo um dos maiores shows que a banda fez. Em 2007, veio o CD "volume 6, forrozada", com um estilo bem diferente dos anteriores, com menos músicas românticas, assim como foi gravado o 3° DVD no mesmo ano, em Caruaru - PE, nessa época foram lançados sucessos como "É Gaia" e "Nós Somos Loucos. Em 2008, Geyse Silva entra na banda e é lançado o Volume 7, "Beber e Amar" com estilo semelhante ao CD anterior, apostando no forró vanerão. A banda conseguiu um sucesso maior com a música "Senta Que é De Menta", e logo gravou seu 4° DVD em Maceió, que foi o último trabalho de Bell na banda. Pouco tempo depois de gravar o DVD, Bell Oliver recebe o convite para integrar a banda Calcinha Preta e deixa a Cavaleiros do Forró.

### 2009-2011: Mudança de estilo e Perda de Identidade
Em 2009, Geyse Silva foi substituída por Raquel Leoa, que passou poucos meses na banda e logo foi substituída por Dany Miller. Nesse ano a Cavaleiros lançou o CD Volume 8, em estilo vanerão, contendo a música "Copo de Vinho" como sucesso. Em Julho de 2010, Ramon Costa deixa o grupo e se junta a banda Calcinha Preta, voltando a formar uma parceria com Bell Oliver.  Ramon foi substituído por Gabriel Diniz, que ficou até o início de 2011.

### 2011-2018: A grande mudança, Era Peruanno e Reunião
Wyll De Paiva substitui Gabriel Diniz e a banda grava seu 5° DVD em Aracaju, numa fase em que a banda estava em declínio comercial. A formação permaneceu até novembro de 2012, quando o cantor Israel Peruano entra no grupo, fazendo da banda um quinteto novamente. Em janeiro de 2013, Jailson, Eliza e Wyll são demitidos do grupo, com Dany saindo em seguida, no ano de 2014.
Israel Peruano liderou a banda sozinho entre 2014 e 2018, e foi responsável por trazer duas músicas de muito sucesso para a banda, "Vai Correndo Atrás"(2013) e "Gelo Na Balada" (2014), que é uma das músicas mais famosas do grupo. Eliza Clívia faleceu em 16 de junho de 2017, em um acidente de trânsito em Aracaju, Sergipe. Em Março de 2018, Ramon Costa e Jailson Santos retornam a banda, formando um trio com Peruano, lançando os CDS "É Saudade Que Fala" e "Elas Cantam Eliza" (Em homenagem a falecida cantora). Peruano deixou a banda em agosto e foi substituído por Michel Júnior, conhecido como Michel "Brocador", e logo gravam o 6° DVD, "Cavaleiros Infinity", esta fase trouxe a banda destaque na mídia novamente. 

### 2019-atualmente: Nova reformulação e formação definitiva

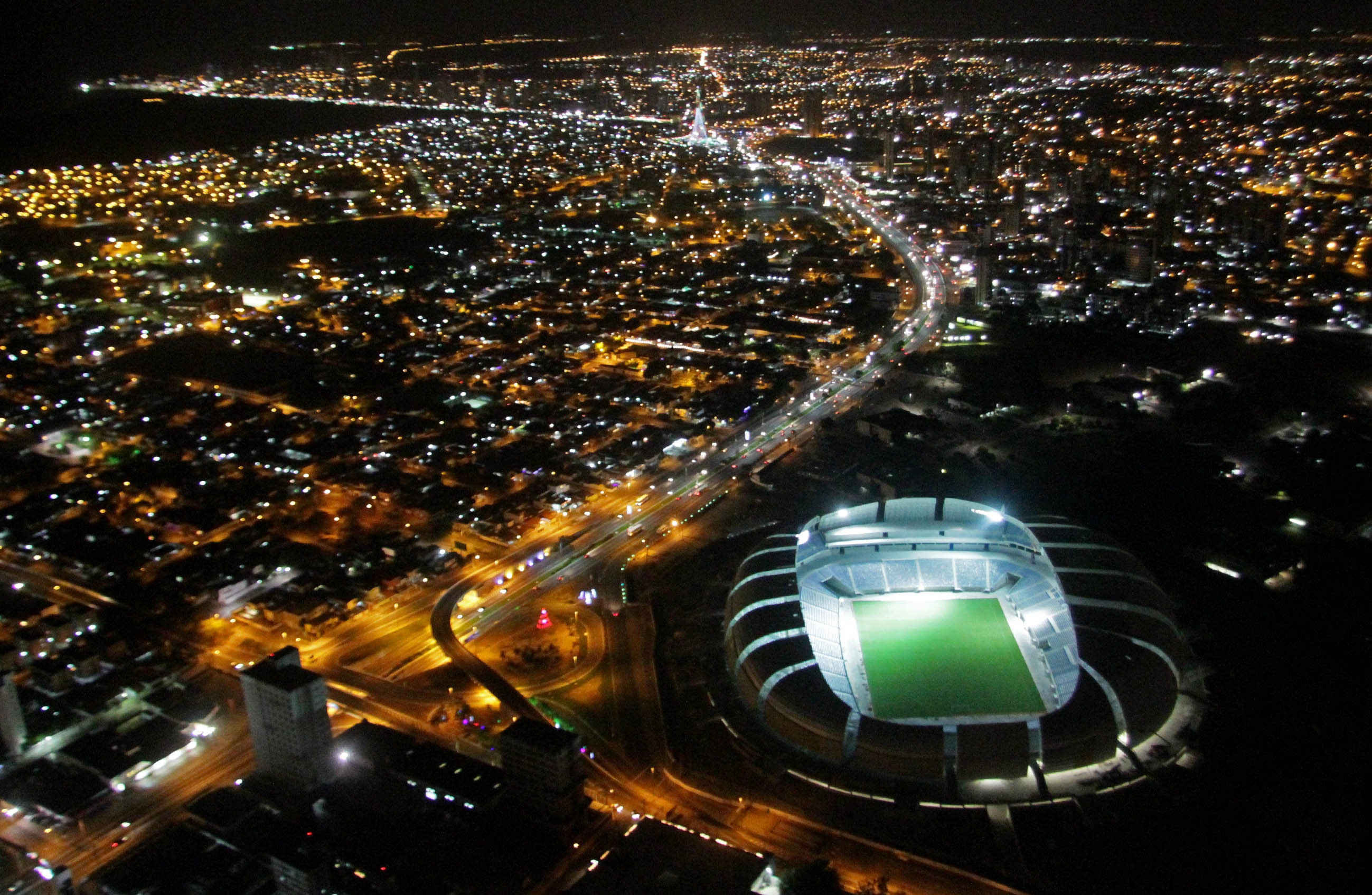
A Arena das Dunas foi o palco do show que comemorou os 18 anos da Cavaleiros do Forró.

Sandra Fernandes (que cantou junto com Ramon Costa no Forró dos Balas) entrou na banda para assumir os vocais femininos, mas saiu pouco tempo depois. Logo depois, Dayse Santana entra no grupo, surpreendendo os fãs que pediam uma voz feminina, porém, sendo substituída em pouco tempo por Kally Fonseca. Michel Júnior foi substituído na mesma época por Mateus Rico.
Após 14 anos longe da banda, e com passagens pelas bandas Collo de Menina, Cavalo de Aço e Casadões do Forró, Neto Araújo retorna a Cavaleiros do Forró, no lugar de Mateus Rico.
Em novembro de 2019, a banda gravou o DVD Cavaleiros Inesquecível, na Arena das Dunas, em Natal. O show, em comemoração aos seus 18 anos de história, contou com a participação de diversas bandas de forró, como Saia Rodada, Brasas do Forró, Dorgival Dantas, entre outras. O DVD Cavaleiros Inesquecível é o maior sucesso da história do grupo, chegando a atingir cerca de 100 milhões de visualizações no youtube.
A banda começou a investir no forró piseiro no ano de 2021, lançando o single Morena em parceria com o cantor Eric Land, juntamente com o CD "Cavaleiros Summer 2021". Em agosto, deu início ao projeto "Cavaleiros no Piseiro", com regravações de músicas clássicas neste gênero de forró, incluindo a música "Anjo Azul", cantada por Ramon Costa. Neto deixa o grupo no final do mesmo ano.
Em 2022, a banda lançou a música "Raparigarei", cantada por Ramon e Jailson. No mesmo ano, o cantor Wylley Gomes entra no grupo. No ano seguinte, 2023, Neto Araújo retorna e Wylley grava as músicas de sucesso "Cachaça, Choro e Bar" e "É Só Saudade", além de Kally Fonseca gravar "Mulher Não Trai". 
Em Agosto de 2023, a banda Cavaleiros do Forró anunciou mais uma vocalista. Tratou-se da cantora Ana Gouveia, ex-vocalista das bandas Mulheres Perdidas, Calcinha Preta e Gigantes do Brasil, Ana cantou juntamente com Ramon Costa na banda Calcinha Preta, durante 2010 e 2011. Essa foi a primeira vez na história da banda que 6 cantores fizeram parte da mesma formação. 
Em janeiro de 2024, Ana Gouveia deixou a banda brevemente, retornando um mês depois com a saída de Kally Fonseca, que deixou a banda para seguir carreira solo.
Em Março, Wylley Gomes foi demitido da banda.
No dia 5 de agosto de 2024, a banda gravou o DVD “Cavaleiros Meio a Meio” , gravado na cidade de João Pessoa - PB, assim como foi no DVD Volume 2. O DVD ficou marcado pela presença de diversas participações especiais de destaque, incluindo Zezo, Calcinha Preta, Henry Freitas e muitos outros artistas. O público do show foi estimado em cerca de 500 mil pessoas.

## Projeção nacional

### Programas de TV
A banda já se apresentou em vários programa nacionais, como o Domingão do Faustão, Hora do Faro, Programa do Gugu,, Programa do Ratinho, Caldeirão do Huck, Raul Gil, Legendários, etc.

### Micaretas
O grupo também tem participado com seu show de forró elétrico (Cavaleiros Elétrico) das principais micaretas do país, como o Carnatal (Natal), o Pré-Caju (Sergipe) e a Micareta de Feira (Bahia), além de ter se apresentado no Carnaval de Salvador, em 2009.

## Controvérsias
- Em 2004, uma tragédia marcou a carreira da banda, uma violenta colisão entre dois ônibus na cidade de Goianinha, no interior do Rio Grande do Norte, acarretou a morte de cinco pessoas deixando outras duas feridas, entre as vítimas fatais estavam Inácio Alexandre (vocalista) e Edvan Paulo (guitarrista);[5] Em 2008, a atriz Bruna Di Tullio processou a banda Cavaleiros do Forró por uso indevido de imagem. Em fevereiro de 2006, a atriz foi contrata pela banda para fazer presença no camarote do show em João Pessoa, na Paraíba. Passados 8 meses, a atriz descobriu que os Cavaleiros do Forró estavam utilizando sua imagem sem autorização, no DVD e também no clipe, que foram comercializados sem ela ter conhecimento.[26][27][28] Em 2011, a Justiça também decretou que a banda indenizasse em R$ 20 mil a atriz Laila Zaid. Segundo a decisão judicial, o grupo fez uso indevido da imagem da atriz no seu segundo DVD, gravado em João Pessoa.[29]

- Em 2012, Cavaleiros do Forró foi processada pela Editora Musical Panttanal, em decorrência de violação de direitos autorais em decorrência da gravação sem autorização da música Ei, Psiu! Beijo Me Liga feita pelo grupo musical em 2009. A banda fazia propaganda do trabalho como “nova música” do repertório, ou "novo sucesso", sem autorização ou sequer menção à autoria.[30] No mesmo ano, promotores do Patrimônio Público do Ministério Público do Estado do Rio Grande do Norte ingressaram com uma Ação Civil por Improbidade Administrativa contra o empresário Alex Padang acusado de ter recebido indevidamente R$ 60 mil destinado à produção do DVD da banda.[31] Em 2013, o Ministério Público do estado do Rio Grande do Norte, encontrou indícios da participação do grupo em um esquema de desvio de recursos públicos, através de contratos superfaturados.[32]

- Em maio de 2016, o ônibus da banda foi interceptado por bandidos e alvejado com mais de 20 tiros com revólver calibre 38, no município de Escada, na Zona da Mata Sul de Pernambuco;[33]

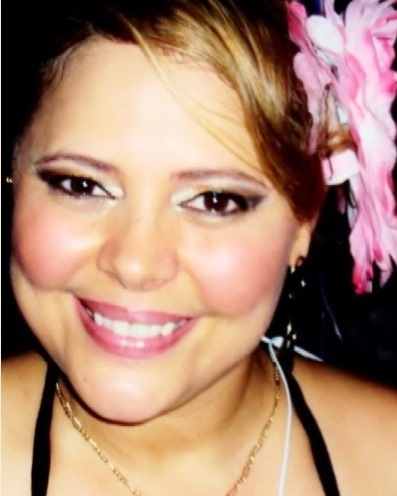
A cantora Eliza Clívia foi vocalista da banda por nove anos.

- No dia 16 de junho de 2017, a ex-vocalista Eliza Clívia faleceu em um acidente de carro em Aracaju;[34]
- No dia 27 de maio de 2019, o ex-vocalista Gabriel Diniz faleceu em um acidente de avião, em Porto do Mato, povoado de Estância, em Sergipe.[9]

## Ex-integrantes
- Roberto (2001)
- Henrique Alexandre (2002-2003)
- Solange Almeida (2001)[35]
- Priscilla Freire (2002)
- Karine Mitre (2002-2003)
- Silvinha Soares (2002-2003)
- Inácio Alexandre (2001-2004; Falecido em 2004)
- Arantes Rodrigues (2004)
- Bell Oliver (2005-2008)
- Geise Silva (2008-2009)
- Raquel Leoa (2009)
- Léo Fera (2009)
- Gabriel Diniz (2010-2011; Falecido em 2019)
- Filho Araújo (2011)
- Wyll di Paiva (2011-2013)
- Eliza Clívia (2003-2013; Falecida em 2017)
- Dany Myler (2009-2014)
- Israel "Peruanno" (2012-2018)
- Sandra Fernandes (2019)
- Michel "Brocador" Junior (2018-2019)
- Dayse Santana (2019)
- Matheus Rico (2019)
- Kally Fonseca (2019-2024)

## Discografia
| Ano  | Álbum                              |
| ---- | ---------------------------------- |
| 2001 | Botando Pressão                    |
| 2002 | O Karatê - Ao Vivo                 |
| 2003 | 4 Estilos                          |
| 2004 | Nossa História, Nosso Acústico     |
| 2005 | Meio a Meio                        |
| 2006 | No Reino dos Cavaleiros            |
| 2007 | Forrozada                          |
| 2008 | Beber e Amar                       |
| 2010 | Volume 08                          |
| 2011 | Ao Vivo em Aracaju/SE              |
| 2012 | Cavaleiros Universitário (10 Anos) |
| 2014 | Uma Nova História - Ao Vivo        |
| 2015 | Chora Vagabundo                    |
| 2018 | É Saudade Que Fala,Né?!            |
| 2018 | É "Noix" de Novo                   |
| 2019 | Cavaleiros Infinity - Ao Vivo      |
| 2020 | Cavaleiros Inesquecível - Ao Vivo  |
| 2024 | Cavaleiros Meio a Meio - Ao Vivo   |

## Videografia
| Título                                                   | Local e data | Vendas     | Vendas Certificadas |
| -------------------------------------------------------- | --- | ---------- | ------------------- |
| Cavaleiros do Forró, O Filme                             | Estádio Machadão, em Natal, no dia 28 de novembro de 2004                                                          | 250.000    | 2× Platina          |
| Cavaleiros do Forró, O Filme 2 - No Reino dos Cavaleiros | Praia de Tambaú, em João Pessoa, no dia 11 de fevereiro de 2006                                                    | 150.000    | Platina             |
| Cavaleiros Elétrico: Ao Vivo na Micareta de Feira        | Feira de Santana, Bahia, em abril de 2007                                                                          | 50.000     | Platina             |
| Ao Vivo em Caruaru                                       | Caruaru, Pernambuco, no dia 17 de maio de 2007, durante as comemorações do sesquicentenário da cidade              | 150.000    | Diamante            |
| Beber e Amar - Ao Vivo em Maceió                         | Estacionamento de Jaraguá, em Maceió, no dia 2 de agosto de 2008, durante as comemorações dos 30 anos da Gazeta FM | Sem Dados  | —                   |
| Volume 5                                                 | Aracaju, Sergipe, no dia 17 de março de 2011                                                                       | Sem Dados  | —                   |
| Volume 6                                                 | Natal, Rio Grande do Norte, no dia 20 de novembro de 2013, no aniversário de 12 anos da banda                      | Sem Dados  | —                   |
| Cavaleiros Infinity                                      | Aracaju, Sergipe, no dia 3 de novembro de 2018                                                                     | Invendável | —                   |
| Cavaleiros Inesquecível                                  | Natal, Rio Grande do Norte, no dia 20 de novembro de 2019                                                          | Invendável | —                   |
| Cavaleiros Meio a Meio                                   | João Pessoa, Paraíba, no dia 05 de agosto de 2024                                                                  | Invendável | —                   |